# كاميلا كارفاليو
كاميلا كارفاليو (بالبرتغالية: Camila de Carvalho‏) هي مجدفة برازيلية، ولدت في 30 مايو 1981 في برازيليا في البرازيل.

## وصلات خارجية
- كاميلا كارفاليو على موقع الاتحاد الدولي للتجديف (الإنجليزية)
- كاميلا كارفاليو على موقع اللجنة الأولمبية الدولية (الإنجليزية)
- كاميلا كارفاليو على موقع أوليمبيديا (الإنجليزية)